# Can Lledó (Bigues)
Can Lledó és una masia al poble de Bigues, al terme municipal de Bigues i Riells, a la comarca catalana del Vallès Oriental. És al sector sud-oest del terme, a prop del límit amb Santa Eulàlia de Ronçana. És a l'esquerra del Torrent Masponç, al sud-est del Turó de la Calcina, al sud de Can Traver i al sud-oest de Can Granada. És una de les masies antigues del terme. Té elements constructius del segle xvii, molt reformats al xviii i posteriorment. Una llinda indica l'any 1757. Està inclosa a l'Inventari del patrimoni cultural i en el Catàleg de masies i cases rurals de Bigues i Riells.